# Three Rivers (Kalifornia)
Three Rivers statisztikai település az USA Kalifornia államában, Tulare megyében. Lakosainak száma 2053 fő (2020. április 1.).

## Népesség
A település népességének változása:

| 2010 | 2 182 |
| 2020 | 2 053 |